# بیرچینگتون آن سی
بیرچینگتون آن سی (به انگلیسی: Birchington-on-Sea) یک روستا در بریتانیا است که در کنت واقع شده‌است. بیرچینگتون آن سی ۹٬۹۶۱ نفر جمعیت دارد.